# Andrena rubens
Andrena rubens är en biart som beskrevs av Laberge 1967. Andrena rubens ingår i släktet sandbin, och familjen grävbin. Inga underarter finns listade i Catalogue of Life.